# Made in Heaven (album Palucha)
Made in Heaven – album studyjny rapera Palucha i producenta muzycznego Chrisa Carsona. Wydawnictwo ukazało się 6 października 2014 roku nakładem wytwórni muzycznej B.O.R. Records. Gościnnie w nagraniach wzięli udział m.in. Kali, Tau oraz KęKę. Miksowanie i mastering albumu wykonał Julas.
Płyta uplasowała się na 3. miejscu zestawienia OLiS i uzyskała certyfikat złotej.

## Lista utworów
Opracowano na podstawie materiału źródłowego.
1. „DJ Taek Intro” (scratche: DJ Taek) – 1:14
2. „Kastet” (scratche: DJ Taek) – 3:04
3. „Daleko stąd” – 3:55
4. „RIP (rap i pieniądze)” – 3:04
5. „Ostatni telefon” (gośc. Białas, TomB) – 4:28
6. „Amstaff” – 3:14
7. „Made in Heaven” – 3:45
8. „M5” (gośc. Quebonafide) – 3:17
9. „Magma” – 4:24
10. „Możesz być kim chcesz” (gośc. Tau) – 3:18
11. „Mam skrzydła” (gośc. Kali) – 3:51
12. „NGO (New Game Order)” – 3:35
13. „Mój sen” – 3:13
14. „Od dziecka” (gośc. KęKę) – 3:33